# 九六式艦上爆撃機
九六式艦上爆撃機
- 用途：艦上爆撃機
- 製造者：愛知航空機
- 運用者：大日本帝国海軍
- 初飛行：1936年
- 生産数：428機
- 運用開始：1936年11月

九六式艦上爆撃機（きゅうろくしきかんじょうばくげきき）は、大日本帝国海軍の複葉艦上爆撃機。愛知航空機（当時は愛知時計電機）が自社の九四式艦上爆撃機を発展させて製造し、日本海軍が1936年（昭和11年）に制式採用した。海軍の記号はD1A2、連合軍コードネームはSusie（スージー、九四艦爆と同じ）。

## 設計と製造
1935年（昭和10年）、愛知航空機では九四式艦上爆撃機の生産と並行して発動機の馬力強化と空気抵抗軽減を目的とした機体各部の改修を行う計画を開始した。1936年（昭和11年）10月に九四式艦上爆撃機改と称された改修型の試作機が完成し審査が行われたが、九四艦爆に比べ著しい性能の向上を見せたため、海軍はこれを九六式艦上爆撃機（D1A2）として同年11月に制式採用した。
九四艦爆との外観上の主な相違は、発動機の換装に伴うカウルの大型化、風防の大型化、主脚へのスパッツの装着などである。性能面では、爆弾搭載量は九四艦爆と同じだが、制限急降下速度が向上し、また、燃料搭載量も増えて航続距離も増大した。複葉の艦上爆撃機としての完成形と言ってもよい性能だったが、愛知航空機では本機に引き続いてさらなる性能向上を目指して、密閉式風防や引込脚を備えたタイプを計画した。しかし、すでに複葉機の時代は過ぎており、本機の後継は単葉の九九式艦上爆撃機となった。

## 戦歴
九六艦爆は、支那事変（日中戦争）当時の主力として、艦上だけでなく陸上からも発進して活躍した。1937年（昭和12年）9月に南京を爆撃したのが初陣で、その後も華南、華中における主な作戦で急降下爆撃の威力を発揮した。運動性能の高さを生かし、敵戦闘機との空中戦に勝利する機体や、敵飛行場に強行着陸して敵側の機体を破壊後、帰還した機体もあった。
報国号として献納された機体も多く、太平洋戦争前の日本海軍の爆撃機としては最もポピュラーな機体の1つだった。九九式艦上爆撃機の登場後は、これと交替して第一線を退いたが、一部の機体が練習機に改造され九六式練習用爆撃機（D1A2-K）として1941年（昭和16年）12月に採用され、練習航空隊で使用された。また、開戦初頭は偵察機として運用され、対潜水艦哨戒用として、軽空母「大鷹」で運用されていた記録も残っている
生産は1936年-1940年まで行われ、生産機数は428機であった。

## 性能諸元
- 乗員：2名
- 全幅：11.40m
- 全長：9.40m
- 主翼面積：34.50m2
- 自重：1,775kg
- 搭載量：1,025kg
- 全備重量：2,800kg
- 発動機：中島「光」一型空冷星型9気筒
- 出力：730hp（離昇）
- 最大速度：309km/h（高度3,200m）
- 急降下制限速度：537km/h
- 実用上昇限度：6,980m
- 航続距離：1,330km
- 武装：7.7mm機銃×3（機首固定2+後席旋回1）
- 爆装：250kg×1、30kg×2